# Björn Jónsson
Björn Jónsson (8 ottobre 1846 – 24 novembre 1912) è stato un politico islandese.
È stato Primo ministro dell'Islanda dal marzo 1909 al marzo 1911.